# Metecia cornifrons
Metecia cornifrons är en fjärilsart som beskrevs av Pieter Cornelius Tobias Snellen 1879. Metecia cornifrons ingår i släktet Metecia och familjen nattflyn. Inga underarter finns listade i Catalogue of Life.